# جنگ تمام‌عیار: وارهمر
جنگ تمام‌عیار: وارهمر یک بازی ویدئویی استراتژی در سبک استراتژی نوبتی است. این بازی در ۲۴ مه سال ۲۰۱۶ توسط کمپانی سگا برای بن‌سازه رایانش مایکروسافت ویندوز، لینوکس و مک‌اواس ارائه گشت. این دهمین بازی از مجموعه بازی‌های جنگ تمام‌عیار و اولین عنوان از سه‌گانه وارهمر است.

## گیم پلی
بازی برخلاف نسخه‌های پیشین جنگ تمام عیار از سبک تاریخی خود فاصله گرفته و به دنیای فانتزی وارد شده و بازی شامل ۵ نژاد است که شامل: امپراتوری، دووارف‌ها، کنت‌های خون‌آشام، پوست سبزها و جنگجویان کی-آس می‌شود.